# Data narodzin Jezusa Chrystusa
Data narodzin Jezusa Chrystusa – Jezus Chrystus urodził się między rokiem 8 p.n.e. a 4 p.n.e., najprawdopodobniej w 5 p.n.e.

## Źródła
Jedyne źródła, jakie pozwalają w przybliżeniu datować narodziny Jezusa, to dwie spośród ewangelii Nowego Testamentu: Ewangelia Mateusza i Łukasza, które podają nieliczne informacje na temat narodzin Jezusa. Pozostałe ewangelie nowotestamentowe nie wspominają nic na ten temat, pozakanoniczne zaś ewangelie apokryficzne, zwłaszcza Ewangelie dzieciństwa, uważane są przez historyków za niewiarygodne jako źródła dla rekonstrukcji historycznej. Problemem, na jaki napotykają historycy badający oba źródła, są rozbieżności w przekładach poszczególnych wersji. Wedle Ewangelii Mateusza 2,1 Jezus urodził się jeszcze za życia króla Heroda, podczas gdy wedle Ewangelii Łukasza 2,1 Jezus urodził się w czasie trwania spisu ludności, kiedy władcą Syrii był Kwiryniusz. Z innych źródeł epoki wiadomo, że Herod zmarł w 4 roku p.n.e., Kwiryniusz przeprowadził spis ludności na przełomie roku 6 i 7 n.e.

## Data narodzin zgodnie z Ewangelią Mateusza
Wedle Ewangelii Mateusza 2,1 Jezus urodził się „w Betlejem w Judei za panowania króla Heroda”. Zgodnie z danymi historyka Józefa Flawiusza (por. „Dawne dzieje Izraela” XVII, 6,4 i 9,3) Herod Wielki zmarł przed świętem Paschy, poprzedzonym zaćmieniem Księżyca (wedle wyliczeń Keplera: między 12 marca a 11 kwietnia 4 p.n.e.). Dalej Ewangelista pisze, że Herod zmarł, kiedy Jezus jako dziecię wraz z rodziną przebywał w Egipcie. Tak więc na podstawie tego świadectwa można przyjąć, iż narodziny Jezusa miały miejsce tuż przed bądź w roku 4 p.n.e.

## Datowanie zgodnie z Ewangelią Łukasza

### Ustalenie roku

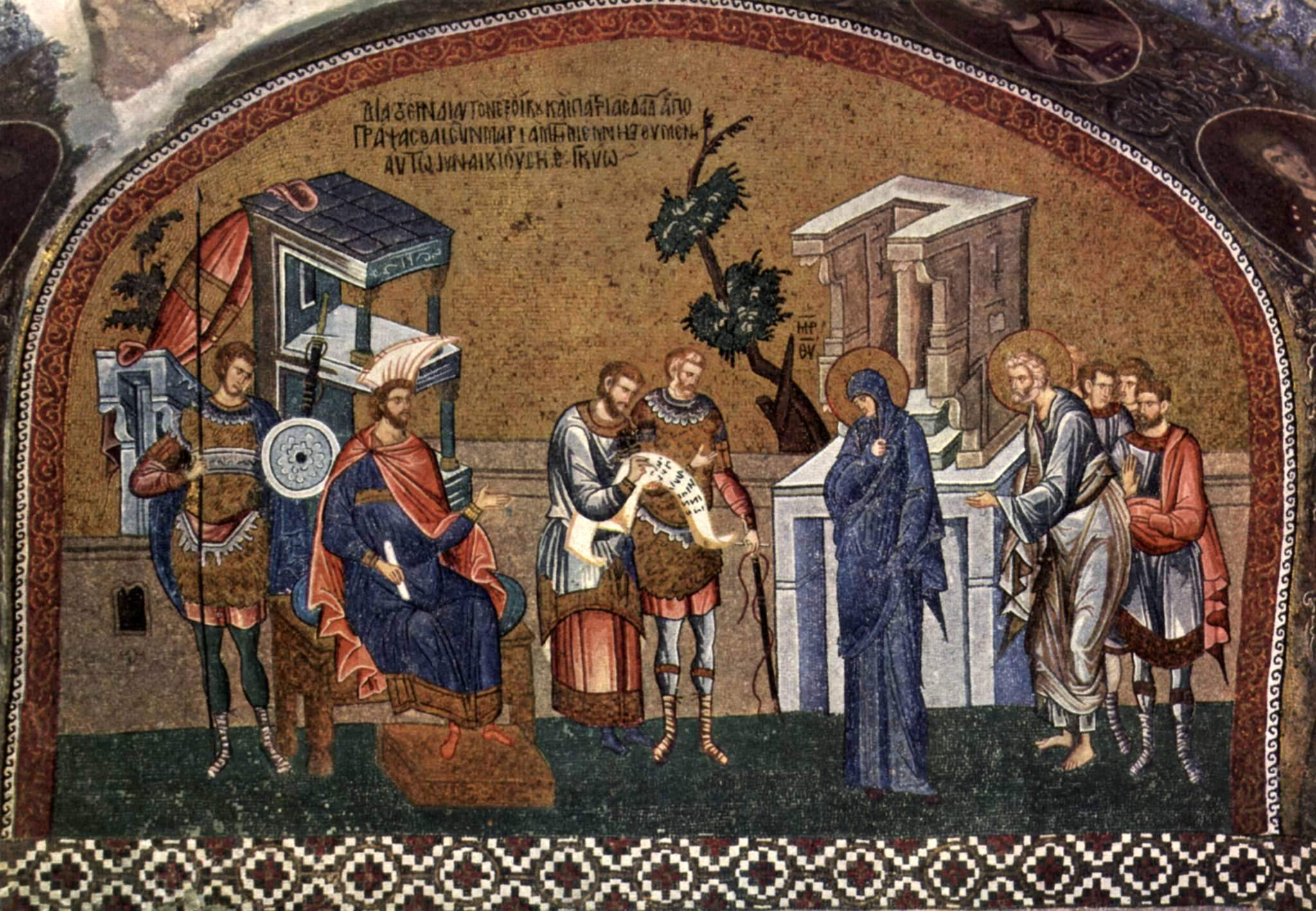
Maryja i św. Józef zapisują się w spisie ludności przed namiestnikiem Kwiryniuszem. Stambuł, Kościół Chora, bizantyjska mozaika 1315-1320.

Ewangelia Łukasza podaje, że Jezus Chrystus narodził się w Betlejem za czasów panowania króla Heroda Wielkiego w Judei, podczas trwania pierwszego spisu ludności, gdy Syrią zarządzał Kwiryniusz. Większość historyków uważa, że Łukasz odnosi się do spisu z roku 6 n.e., błędnie umieszczając je za życia Heroda. Opis tego spisu przedstawił Józef Flawiusz. Część zaś historyków uważa, że Łukasz nie pomylił się, lecz wspomniał o wcześniejszym spisie, nie zanotowanym u Józefa Flawiusza. O spisie ludności z roku 6 n.e. wspomniał natomiast w Dziejach Apostolskich (Dz 5,37). Według Johna Thorleya dwa pierwsze wersy drugiego rozdziału Ewangelii św. Łukasza mówiące o spisie należą do najbardziej kontrowersyjnych w Biblii z historycznego punktu widzenia.
O Kwiryniuszu wiadomo, że był konsulem w 12 r. p.n.e., a jako były konsul mógł po 5 latach zostać namiestnikiem prowincji (por. Kasjusz Dio Historia rzymska ks. 53). Józef Flawiusz podaje, że Kwiryniusz był legatem Syrii w latach 6–10 n.e. (por. Dawne dzieje Izraela XVII, 3,5 i XIX, 1). Tak więc wedle autora Ewangelii Łukasza Jezus miałby się urodzić w roku 6 n.e. bądź 7 n.e., czyli 10–11 lat po dacie proponowanej przez Ewangelię Mateusza.
W 1764 odnaleziono w Tivoli kamień tyburtyński, przechowywany dziś w Muzeum Laterańskim, z którego inskrypcji zdaje się wynikać, że Kwiryniusz dwa razy był legatem Syrii. Autor Encyklopedii (loc.cit. s. 570) uważa, że po raz pierwszy w latach oznaczonych na liście cyfrą cztery, zaś sir William Ramsay (podręczna Encyklopedia Biblijna Poznań 1960 t. I str.232) na podstawie inskrypcji na dwóch kamieniach pochodzących z Antiochii Pizydyjskiej (odkrytych w 1912 i 1913 r.) że w 10–8 p.n.e.
Chrześcijański autor Tertulian (160–230 n.e.) utrzymywał, że spisu dokonał Sencjusz Saturninus (8–6 p.n.e.). Ponieważ kolejny namiestnik Warus zastąpił go w 25 roku ery Augusta, liczonej od bitwy pod Akcjum, daje to jesień 6 p.n.e. jako najpóźniejszy termin końca spisu. Możliwe jest również, że w zdaniu Łk 2,2; (grec. Aute he apographe prote egeneto hegemoneuontos tes Syrias Kyreniu) – greckie „prote” nie odnosi się do „apographe” („pierwszy spis”), lecz oznacza „proton” (odpowiednik łac. prius): „wpierw”. Zdanie znaczyło by: „Spis ten odbył się zanim namiestnikiem Syrii był Kwiryniusz”.
Kwiryniusz znany był z lokalnego spisu w 6 n.e., kiedy w Palestynie wybuchł na tym tle bunt; ewangelista Łukasz być może zaznaczał, że nie o ten spis chodzi. Taka interpretacja czyni zbędnymi poszukiwania okresu namiestnictwa Kwiryniusza za życia Heroda.

Za powyższą teorią przemawia również to, co św. Łukasz napisał w trzecim rozdziale swojej Ewangelii, gdy opisuje początek działalności Jezusa Chrystusa: 

Było to w piętnastym roku rządów Tyberiusza Cezara. Gdy Poncjusz Piłat był namiestnikiem Judei, Herod tetrarchą Galilei, brat jego Filip tetrarchą Iturei i Trachonitydy, Lizaniasz tetrarchą Abileny; 2 za najwyższych kapłanów Annasza i Kajfasza skierowane zostało słowo Boże do Jana, syna Zachariasza, na pustyni. (Łk, 3, 1) (...) Sam zaś Jezus rozpoczynając swoją działalność miał lat około trzydziestu. 3, 23a

Piętnasty rok rządów Tyberiusza przypada na rok 28 n.e. Gdyby Jezus narodził się podczas spisu Kwiryniusza, miałby około 21–22 lat, zatem można sądzić, iż Łukaszowi chodziło o spis dokonany 10–12 lat wcześniej.

### Ustalenie dnia

Ustalenie daty narodzin Jezusa wg Łukasza – I służba oddziału Abijasza

Ustalenie daty narodzin Jezusa wg Łukasza – II służba oddziału Abijasza

Autor Ewangelii Łukasza wspomina postać Jezusa Chrystusa w związku z narodzinami Jana Chrzciciela. Jan Chrzciciel był synem Zachariasza, kapłana żydowskiego. Podczas pełnienia służby w świątyni w Jerozolimie Zachariasz dowiedział się, że zostanie ojcem. Jednocześnie Łukasz informuje, że Jezus został poczęty pół roku po Janie. Od momentu zwiastowania Zachariaszowi do narodzin Jana minęło około 9 miesięcy, następnie 6 miesięcy do narodzin Jezusa.
Zachariasz pełnił służbę w oddziale Abijasza, ósmym z kolei. Przy obliczaniu czasu służby uwzględniane są 3 pielgrzymie święta żydowskie: Pesach, Szawuot i Sukkot, podczas których służbę w świątyni pełniły wszystkie 24 oddziały. Oddziały pełniły służbę od szabatu do szabatu, 1 tydzień, 2 razy w roku rozpoczynając od jesieni (miesiąc Tiszri). Pierwsza służba oddziału Abijasza przypadała na 8 tydzień po Sukkot, tj. pod koniec 9 miesiąca żydowskiego, druga służba – na 24 tygodnie służb oddziałów + ok. 2 tygodnie świąt + 7 tygodni służb oddziałów (II kolejka), co daje 4 miesiąc żydowski. Nie ma informacji, podczas której służby ukazał mu się anioł, wobec tego możliwe są dwie daty. Różnica 15 miesięcy (ciąża Elżbiety i różnica wieku między Jezusem a Janem) przypada na 7 miesiąc żydowski lub 1 miesiąc żydowski, tj. marzec/kwiecień lub wrzesień/październik.
Ponieważ Jan jest w Ewangeliach uważany za spełnienie obietnicy ponownego przyjścia proroka Eliasza, a judaizm oczekuje tego podczas Pesach, w tradycji judaizmu mesjańskiego uważa się, że Mesjasz miał urodzić się podczas Sukkot - 15. dnia 7. miesiąca, który w roku spisu zarządzonego przez cesarza [Oktawiana] Augusta czyli w 8 p.n.e. przypadał na przełom juliańskich dat 19/20 września.
Teoretycznie data 25 grudnia też jest możliwa do uzasadnienia, aczkolwiek większość biblistów wątpi w datę zimową ze względu na opowieść o pasterzach nocujących w polu. 
Współcześnie proponowane są m.in. daty:
- 13–27 kwietnia 5 p.n.e.[1]
- 29 września 5 p.n.e.[2]
- 25 grudnia 5 p.n.e.[3]

### Gwiazda Betlejemska
Według brytyjskiego profesora Colina Humphreysa z Cambridge „Gwiazda betlejemska” to widoczna w roku 5 p.n.e. kometa. Według chronologii wydarzeń Nowego Testamentu, którą zaproponował Kenneth Frank Doig, „gwiazdy betlejemskie” były dwie – pierwsza to nova widoczna na Wschodzie wiosną roku 5 p.n.e., zaś druga to widzialna nad Palestyną 24 kwietnia 4 p.n.e. supernowa.

## Tradycja chrześcijańska
Najstarsza identyfikacja dnia 25 grudnia z dniem Bożego Narodzenia zawarta jest we fragmencie dzieła przypisywanego Teofilowi z Antiochii (około 180 n.e.), być może interpolowanym (nieautentycznym), zachowanym w Centuriach Magdeburskich (XVI w.). Istnieją świadectwa, że w Rzymie po raz pierwszy obchodzono święto Bożego Narodzenia dopiero w roku 354 n.e., zaś na wschodzie Cesarstwa Rzymskiego za dzień narodzin Jezusa uznawano 6 stycznia. Do tej pory chrześcijanie ormiańscy uznają tę drugą datę.
Hipolit z Rzymu około 202 n.e. pisał w komentarzu do Ks. Daniela 4,23: 

Chrystus narodził się w środę 25 grudnia, w 42 roku panowania Augusta.

Nie wiadomo czy panowanie to liczyć należało od przyznania Oktawianowi tytułu Augusta co nastąpiło 16 stycznia 27 p.n.e., czy od zwycięskiej bitwy pod Akcjum (2 września 31 p.n.e.). W pierwszym wypadku byłoby to ok. roku 14 n.e., w drugim jeszcze wcześniej. 25 grudnia przypada w środę w latach: 9 p.n.e., 3 p.n.e. i 9 n.e. Trudno jednak ocenić, skąd Hipolit czerpał swoje informacje.
Inny chrześcijański pisarz, Klemens z Aleksandrii, około 200 n.e. wskazywał, w ślad za wcześniejszymi autorami, datę 25 egipskiego miesiąca Pachons 28 roku panowania Augusta lub 24 czy 25 egipskiego miesiąca Pharmuti (19 lub 20 kwietnia tegoż roku). Sam opowiadał się za datą (według późniejszych przeliczeń) 17 listopada 3 p.n.e. (środa).
Erę „od narodzenia Chrystusa” (Anno Domini), a co za tym idzie, rok 1 (jako pierwszy rok po narodzinach Jezusa z Nazaretu) wprowadził w 525 zakonnik Dionizjusz Mniejszy, pracujący na polecenie papieża Jana I. Przyjął on 25 grudnia 753 roku aUc (Ab Urbe condita – od założenia Rzymu) za datę narodzin, a rok 754 aUc za rok 1 n.e. Ponieważ nie wprowadził roku zerowego, rok narodzin stał się rokiem 1 p.n.e.